# Gare de Nieul
Gare de Nieul vasútállomás Franciaországban, Nieul településen.

## Vasútvonalak
Az állomást az alábbi vasútvonalak érintik:
- Dorat-Limoges-Bénédictins-vasútvonal

## Kapcsolódó állomások
A vasútállomáshoz az alábbi állomások vannak a legközelebb:
- Gare de Peyrilhac - Saint-Jouvent
- Gare de Limoges-Bénédictins